# エリソン (駆逐艦)
エリソン（USS Ellyson, DD-454/DMS-19）は、第二次世界大戦中にアメリカ海軍が建造したグリーブス級駆逐艦の1隻。艦名はアメリカ海軍航空隊最初の飛行士セオドア・G・エリソン中佐に因む。

## 経歴
エリソンは1940年12月20日、ニュージャージー州カーニーのフェデラル・シップビルディング・アンド・ドライドックにて起工された。1941年7月26日、ゴードン・エリソン夫人をスポンサーに迎えて進水式が行われた。エリソン夫人は艦名の由来となったエリソン中佐の娘である。1941年11月28日、L.B.ルーニー少佐（L.B. Rooney）を艦長に迎えて就役した。

### 第二次世界大戦

#### 1942年
アメリカ合衆国が第二次世界大戦に参戦した時点でもエリソンは艤装が完了していなかった。完了後はノバスコシア州ハリファックスから西インド諸島およびパナマ運河へと向かう連合国輸送船団の護衛を行うため、大西洋に進出した。1942年1月14日、沈没したノルウェーの輸送船ノルネス号（SS Norness）の救助活動に参加し、乗員24名を救出している。6月15日、第10駆逐戦隊（Destroyer Squadron 10）の旗艦となる。同戦隊はのちに第20水雷隊（Mine Division 20）と改称され、またエリソンも高速掃海艇に艦種変更が行われたが、エリソンは戦争を通じて旗艦であり続けた。
1942年8月から空母レンジャーと合流し、11月8日にはヴィシー政権支配下のフランス保護領モロッコ・フェドハラ上陸作戦の支援に参加している。その後2ヶ月間東海岸での船団護衛任務に従事した後、再びレンジャーと合流して2度のカサブランカ行き陸軍機輸送任務に参加した。

#### 1943年
1943年4月5日、イギリス海軍との合同任務に参加するべくニューファンドランドのアルジェンシャ海軍基地に移動。5月12日には戦艦サウスダコタおよび戦艦アラバマを護衛しつつイングランドへ向けて出港し、到着後はオークニー諸島スカパ・フローを拠点としてイギリス本国艦隊と共にムルマンスクやアイスランドとイギリスを行き来する船団の護衛を行ったほか、ノルウェーの拠点に留まっていた戦艦ティルピッツなどのドイツ軍艦をおびき出す為の活動にも参加している。7月、シチリア侵攻（ハスキー作戦）に先立つ欺瞞作戦としてノルウェー南部への偽装上陸が行われ、エリソンもこれに参加している。
1943年8月9日、バージニア州ノーフォーク海軍基地に戻った後、慣熟航海としてアルジェンシャへ出港した戦艦アイオワの護衛任務に付いた。10月24日、アイオワと共にノーフォーク海軍基地に戻る。11月3日、戦艦アイオワがテヘラン会談の為にフランクリン・ルーズベルト大統領を輸送する事が決定した為、エリソンがアイオワの予定航路の偵察航行を行った。その後もアイオワの護衛を続け、サルヴァドール、フリータウン、ダカール、サウスカロライナ州ポート・ロイヤルなどを経て、12月19日にはマサチューセッツ州ボストンに到着した。

#### 1944年
1944年1月6日、再び空母レンジャーと合流してナラガンセット湾での先行掃海および航空機輸送護衛の任務につく。4月19日、北アフリカ戦線へ向けて出航し、5月1日にオランへ到着する。5月16日、地中海にて対潜警戒中だったエリソンは独潜水艦U-616と接触し、まもなく海空戦力による追跡が始まった。23時58分、一時浮上したU-616は駆逐艦マコームと短時間交戦した後に再び潜行した。エリソンと駆逐艦ハンブルトンはU-616に再浮上を強いるために共同で爆雷攻撃を行った。5月17日早朝、エリソンは浮上したU-616を砲撃により撃沈し、生存者30名を救助した。
1944年5月22日、エリソンはプリマスに到着し、ここでノルマンディー上陸作戦に向けた最終的な準備に参加した。6月6日、オック岬攻撃の支援に参加し、沿岸陣地に設置されていた重砲を破壊している。6月25日、シェルブール砲撃に参加。砲兵陣地、海上機雷の排除を行ったほか、主力艦隊の為の煙幕展開などを行っている。
1944年6月29日、ポートランド港を出航し、8月15日からの南仏侵攻作戦（ドラグーン作戦）に参加した。エリソンは駆逐艦から成る火力支援群を率い、前方掃海艇群の背後から海岸の防衛陣地を砲撃した。8月27日、哨戒中に不審な漁船を発見した為にこれを停船させ、搭乗していたドイツ海軍の潜水艦乗組員50名を捕虜とした。エリソンは10月まで上陸支援および周辺警備を行い、その後高速掃海艇としての改装を受けるためにボストンへ向かった。11月8日、ボストンに到着。11月15日、改装が終了し、艦番号はDMS-19と改められた。

#### 1945年
チェサピーク湾での訓練を行った後、エリソンは太平洋戦線での作戦に参加するべく1945年1月3日にノーフォークを出港した。3月24日、沖縄沖に到達し、掃海群を率いて侵攻に先駆けた掃海を行った。その後は海岸周辺や港湾周辺に展開した小型掃海艇の支援に当たる。4月1日に上陸が行われた後、エリソンはレーダーピケット隊に加わった。沖縄方面にてエリソンを含む掃海部隊は非常に多様かつ危険な活動に従事し、派遣された12隻のうち、3ヶ月後まで損傷せず戦い続けていたのはエリソンを含む3隻のみであった。4月6日、特攻機の体当たりを受けて大破した姉妹艦、駆逐艦エモンズの救援に向かう。エリソンはエモンズの曳航を試みたものの爆発の危険があった為に断念され、また爆発後に放置すると日本軍支配下の伊江島に漂流する恐れがあったことから、4月7日にはエリソンによる撃沈処分が行われた。沖縄方面での活動中、エリソンも日本機による攻撃を複数回受けている。
1945年7月、エリソンは東シナ海掃海部隊の旗艦となる。終戦後は第3艦隊に所属を移し、進駐軍向けの任務を開始した艦隊の為に東京湾の掃海を行った。9月、掃海拠点だった中城湾を出航して沖縄に戻り、瀬戸内海掃海隊の旗艦を務める。12月5日に日本を出航し、1946年1月5日にノーフォークへ到着した。

### 戦後

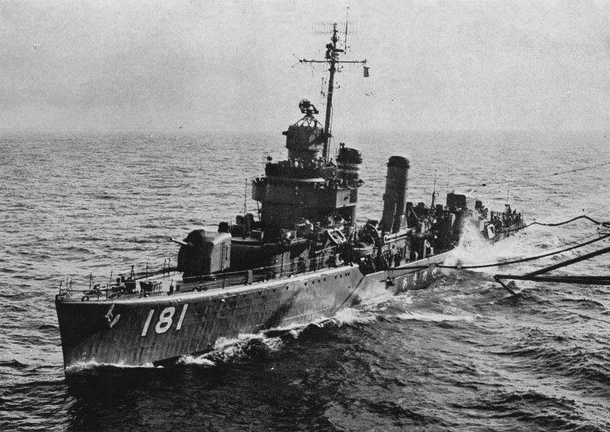
護衛艦「あさかぜ」（DD-181）として。1959年撮影

その後、エリソンはサウスカロライナ州チャールストンを拠点に大西洋やカリブ海などでの訓練任務に従事した。1948年、チャールストンにて不動化処理(immobilized)を受ける。同年11月には復帰され、アルジェンシャでの水陸両用演習にて掃海活動を行った。その後、エリソンは大西洋艦隊機雷戦隊に所属を移し、チャールストンを拠点に東海岸およびカリブ海方面での訓練任務に従事した。1949年、1951年、1953年には、第6艦隊所属艦として地中海に派遣されている。1954年5月4日、艦番号がDD-454に改められる。1954年10月19日、エリソンは米海軍艦としての退役が宣言される。10月20日には相互防衛援助法の元で日本政府に供与され、海上自衛隊においてあさかぜ型護衛艦あさかぜ（DD-181）として就役した。
1970年、あさかぜはアメリカ政府に返却された後、部品取り艦として中華民国に売却された。
エリソンは第二次世界大戦中の戦功から戦闘星章(battle stars)を7つ受章している。